# Kurpie Zielone

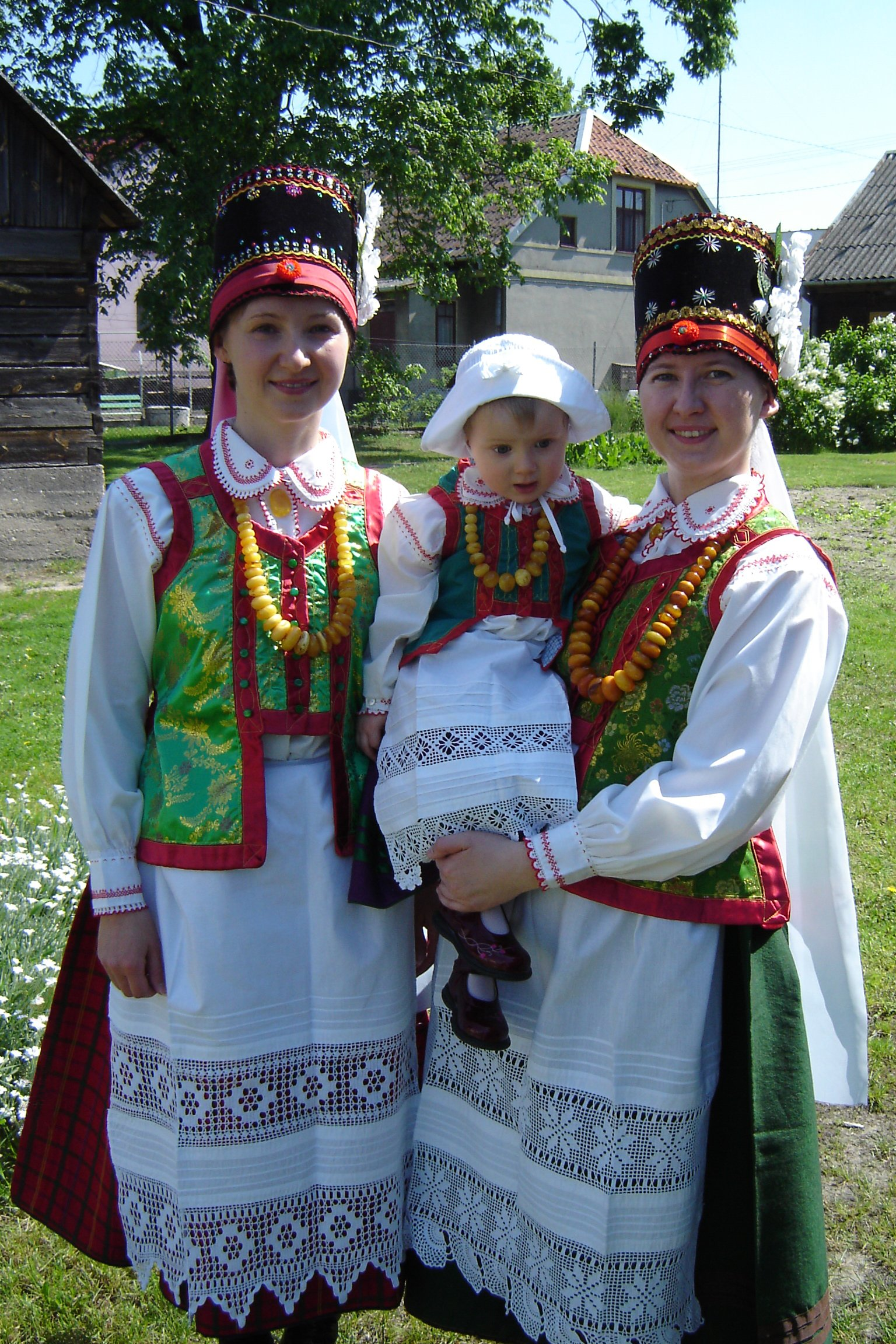
Stroje kurpiowskie

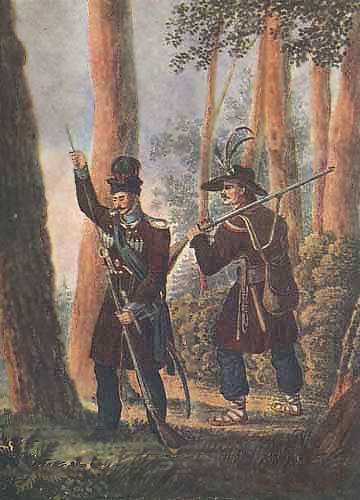
„Kurpiki ostrołęckie” ppłk Józefa Zaliwskiego z powstania listopadowego 1831 ubrani w regionalne stroje ludowe

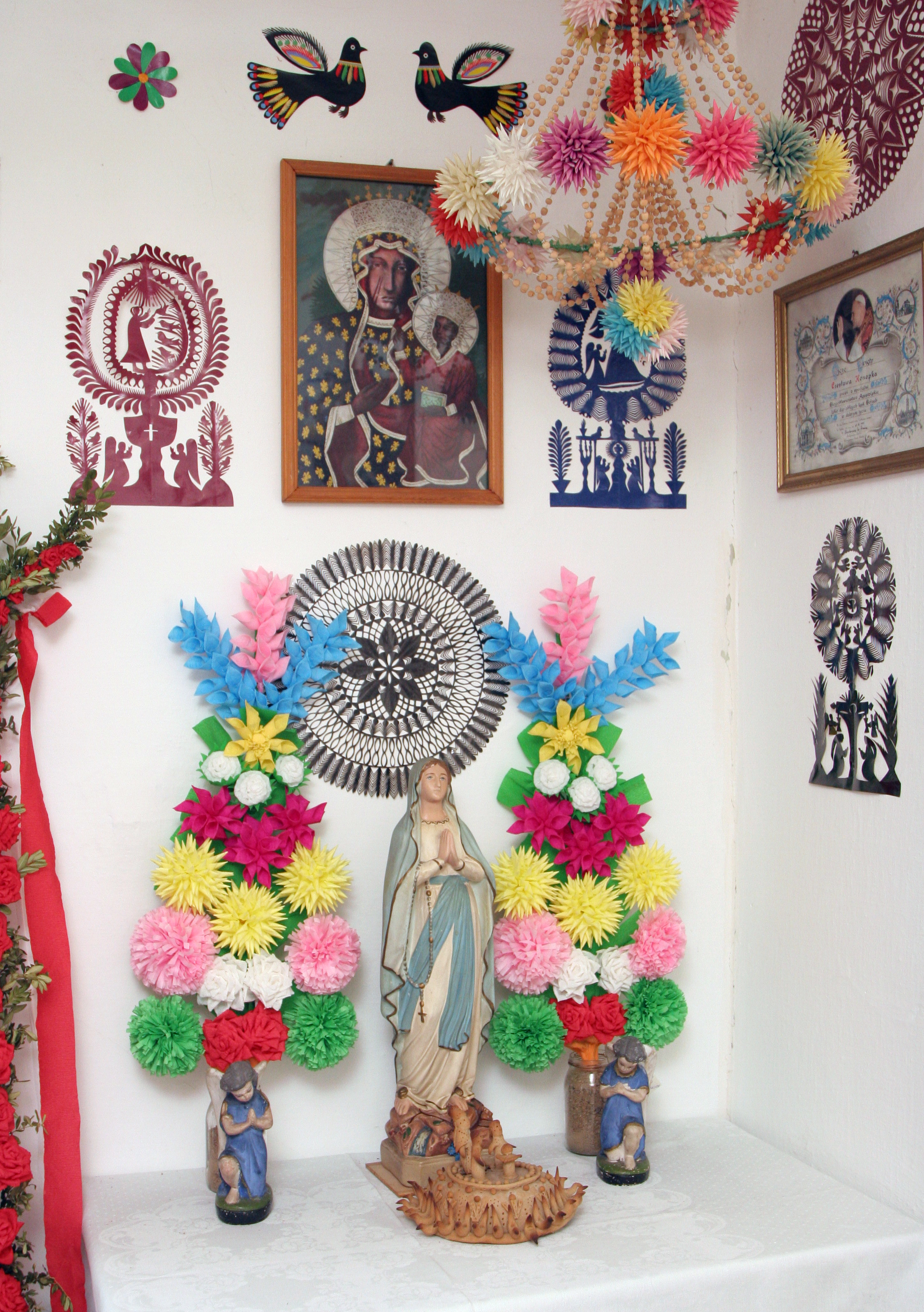
Ołtarzyk przyozdobiony wycinankami

Kurpie Zielone – grupa etnograficzna ludności polskiej, zamieszkująca teren Puszczy Zielonej na Mazowszu, funkcjonująca również jako określenie regionu kurpiowskiego (inaczej: Kurpiowszczyzna).

## Mieszkańcy puszczy

### Pochodzenie
Nieprawdziwa, choć popularna w XIX wieku, była teoria o karpackim pochodzeniu Kurpiów. Według Aleksandra Połujańskiego mieli przywędrować do Puszczy Ostrołęckiej „częścią z Karpat, już z innych okolic kraju”. Teorię argumentował podobieństwem słów „Kurpie” i „Karpaty” oraz analogiami w charakterze mieszkańców obu regionów (odwaga, bogata kultura ludowa, brak zależności pańszczyźnianych).
Jerzy Kijowski uznał za mało prawdopodobną tezę o pochodzeniu Kurpiów od Jaćwingów, wytępionych przez Krzyżaków w XIII wieku, podczas gdy zasiedlanie Puszczy Zielonej zaczyna się w XVII wieku. Nie wykluczył jednak, że pewnie niedobitki Jaćwingów przetrwały w Zagajnicy (południowej części Wielkiej Puszczy). Kazimierz Wójcicki twierdził, że część osadników mogła do Puszczy Zielonej dotrzeć z Warmii, przy czym mylił Puszczę Zieloną z należącą do biskupów płockich Puszczą Białą. Hipotezę o zaludnieniu Puszczy Zielonej przez osadników z Warmii przedstawił również Wiesław Majewski, twierdząc, że przemawiają za tym wzmianki o przewadze wyznania rzymskokatolickiego na Kurpiach już około 1650 roku. Zdaniem Majewskiego jest to dowód na to, że przynajmniej w pierwszej większej fali kolonizacyjnej, ludność Puszczy zasiedlali liczniej Warmiacy (katolicy) niż Mazurzy (luteranie). Co więcej, według tego historyka na pochodzenie części Kurpiów z Warmii miałoby wskazywać podobieństwo gwar kurpiowskiej i warmińskiej.
Adam Chętnik stwierdził, że „Kurpie są pokrewni Mazurom osiadłym po sąsiedzku; w Puszczakach nic obcego dostrzec nie można”. W pierwszych pracach podkreślał piastowskie pochodzenie Kurpiów, ubarwiał ich historię i tworzył narrację ku pokrzepieniu serc. Już wcześniej Ludwik Krzywicki stwierdził, że Kurpiów „należy uważać za odłam Mazurów pruskich mieszkający w granicach Królestwa, lub – jeśli chcemy – Mazurów za odłam Kurpiów przebywający w Prusach Wschodnich”. W okresie nowożytnym ludność przybywająca do Puszczy Zielonej z Prus stanowiła znaczny odsetek, ale osadników kurpiowskich w Prusach było znacznie mniej. Ludność przemieszczała się głównie z północy na południe. Na początku XX wieku Adam Braun pisał: „W puszczach mazowieckich osiedlili się przed wiekami Kurpie plemię mazurskie”. W okresie międzywojennym ks. Władysław Skierkowski zanotował: „W województwie białostockim, w częściach powiatów kolneńskiego i ostrołęckiego oraz północnej części powiatu przasnyskiego, województwa warszawskiego (...) mieszka od wieków prastary lud mazurski, Kurpiami zwany”. Użyte przez nich określenie „mazurski” odnosi się do ludności mazowieckiej. Mazur to bowiem określenie Mazowszanina.
Trudności z poprawnym zrozumieniem określenia „mazurski” ma również twórca teorii o pochodzeniu Kurpiów do Prusów, Sławomir Klec Pilewski, według którego „Kurpie nie przemieścili się podczas podboju Prus, oni już w Puszczy mieszkali (...). Ich folklor nie był importem i w niczym nie był podobny do słowiańskiego. Był on taki sam jak Prusów (...). Kurpie byli i są rdzennymi Prusami, zamieszkującymi Puszczę Zieloną od dawien dawna i jest ona ich ziemią, która w jakimś stopniu jest przedłużeniem miododajnej Barcji”. Błędnie stwierdza, że Kurpie zamieszkiwali Puszczę Zieloną już w czasach pruskich. Klec Pilewski odwołuje się też do spopularyzowanego w XIX wieku, a omówionego przez Adama Dobrońskiego określenia „Gocie”, błędnie nazywającego Kurpi Białych. Związki między Kurpiami a Mazurami w Prusach Wschodnich, które na początku XX wieku i w międzywojniu opisywał Chętnik, Klec Pilewski traktuje jako argument na poparcie swojej tezy, błędnie interpretując określenie „Mazurzy pruscy”. Odnosi się ono do ludności, która zasiedliła Prusy Książęce, emigrując z Mazowsza.
Zasiedlanie Puszczy Zielonej nasiliło się w XVII wieku. Wcześniej było to osadnictwo sezonowe związane z pracą w puszczy należącej do książąt mazowieckich, potem królów polskich. Po potopie szwedzkim zaczyna się stałe osadnictwo najczęściej o charakterze rolniczym. W Puszczy Zielonej były też osady, które powstały w I połowie XVII wieku, jak np. Jednorożec. Część osadników zamieszkujących Zagajnicę stanowili emigranci z luterańskich Prus Książęcych, część chłopi pańszczyźniani – uciekinierzy z majątków szlacheckich, część szlachta, w tym banici. Aleksander Połujański pisał o nich: „Kurpie są potomkami rozmaitych familii polskich, losem lub własną swawolą poniżonych, które straciwszy prawo cywilne w kraju, jako wygnańcy lub za nieżyjących uważani, dla ocalenia swego życia zmuszeni byli kryć się w puszczy ostrołęckiej”. Zofia Niedziałkowska stwierdziła, że Puszczę Zieloną zasiedliła „ludność pochodzenia włościańskiego z Mazur pruskich – z Prus Książęcych oraz Mazowsza właściwego”.

### Życie codzienne
Błotniste ziemie i lasy nie sprzyjały osadnictwu rolniczemu, stąd pierwotnie główne źródło utrzymania dla Kurpiów stanowiła puszcza. Pierwsi osadnicy pojawili się w XV wieku, wioski powstały sto lat później. Do puszczy napływała ludność ze wschodniego Mazowsza, szukając schronienia przed napadami, a także chłopi zbiegli przed pańszczyzną oraz inni ścigani przez prawo.
Pierwsi mieszkańcy Kurpiowszczyzny zajmowali się rybołówstwem i myślistwem. W Rzeczypospolitej Obojga Narodów Kurpie słynęli ze swoich umiejętności strzeleckich. W czasie insurekcji kościuszkowskiej to właśnie z nich rekrutowano członków elitarnych oddziałów strzelców celnych – prekursorów snajperów. Sławę zdobyli też Kurpie w czasie powstania listopadowego, kiedy podpułkownik Józef Zaliwski utworzył z nich oddziały partyzanckie – „Kurpiki ostrołęckie”. W regularnym Wojsku Polskim sformowany z Kurpiów w tym okresie został również ochotniczy 6 Batalion Strzelców Celnych zwany potocznie 6. Batalionem Kurpiów.
Kurpie trudnili się również bartnictwem na podstawie królewskich przywilejów (prawo bartne, przywilej trwał do 1801 roku), wydobyciem oraz obróbką bursztynu, rzemiosłami drzewnymi i tkactwem. Pracowali też jako smolarze, węglarze i flisacy. Rozwój rolnictwa nastąpił w okresie XVII–XIX wieku. Osady kurpiowskie początkowo oddalone od siebie później, z wytrzebieniem lasów, zaczęły się skupiać w większe wioski. Kurpiowszczyznę w drugiej połowie XVIII wieku mogło zamieszkiwać około 12 000 ludzi.
Uwłaszczenie chłopów na terenie Puszczy Zielonej przebiegało wolniej niż w innych częściach Królestwa Polskiego. Gospodarstwa rzadko miały więcej niż 20 mórg, a ziemie były nieurodzajne. Ubóstwo i szybki przyrost liczby ludności skutkowały czasową lub stałą emigracją. Na zarobek udawano się za Przasnysz lub za Kolno, a także do Prus Wschodnich. Za oceanem osiedlano się w Stanach Zjednoczonych, Brazylii i Argentynie.

### Postrzeganie przez innych
W XIX wieku, opisując Kurpiów, podkreślano ich swoisty „dziki i szorstki” charakter, skłonność do uniesień i mściwość, ale też gościnność, „zręczność niezwykłą ciała, wytrzymałość na wszelkie trudy”. Specyficzne środowisko i historyczne doświadczenia są przyczyną, dla której tzw. kurpiowski charakter utożsamiany jest z uporem, oszczędnością i umiłowaniem wolności.
Mit Kurpiów ukształtowały wydarzenia w XIX wieku. Podczas powstania listopadowego oraz styczniowego w Puszczy Zielonej miały miejsce liczne bitwy i potyczki z zaborcą.

## Kultura materialna i folklor
Głównymi ośrodkami folkloru kurpiowskiego w Puszczy Zielonej są Kadzidło, Łyse i Myszyniec.
Peryferyjność Mazowsza, a w jego granicach peryferyjność Puszczy Zielonej, izolacja regionu (naturalna bariera w postaci lasów i bagien wymuszająca samowystarczalność), duża odległość od większych ośrodków miejskich, opóźnienie rozwoju gospodarczego wynikające z późnego zagospodarowania nieurodzajnych ziem – to czynniki wpływające na wykształcenie się odrębności kulturowej Kurpiów w Puszczy Zielonej.
Charakterystycznymi elementami kultury materialnej są stroje, hafty, ozdoby bursztynowe, kurpiowskie chaty, zdobienia w drewnie i rzeźby, wycinanki, kwiaty z krepiny oraz ozdobne palmy na Niedzielę Palmową. Elementy folkloru, w tym gwara kurpiowska, zachowały się do dziś.

## Dialekt literacki
W 2009 r. prof. Jerzy Rubach opracował zasady pisowni zielonokurpiowskiego dialektu literackiego. Uwzględniają one występowanie w tym narzeczu głosek nieznanych językowi ogólnopolskiemu, które zapisywane są literami: ï, é (znane też w dawnej polszczyźnie), ë, å (staropolskie á). Ó oznacza w dalszym ciągu głoskę osobną od u. W dialekcie zielonokurpiowskim nie występuje natomiast litera i, wobec czego spółgłoski miękkie ć, ś, ń, ź, dź zapisywane są wyłącznie jako ć, ś, ń, ź, dź. W związku z mazurzeniem nie występuje również litera ż. Nowe zasady pisowni zostały bardzo szybko przyjęte przez Związek Kurpiów i są rozpowszechniane i utrwalane w kolejnych publikacjach po kurpiowsku i na temat dialektu kurpiowskiego.

## Kultura kurpiowska obecnie
Kultywowaniem i zachowaniem kultury kurpiowskiej zajmuje się Związek Kurpiów. W latach 1991–2006 istniał Związek Gmin Kurpiowskich. Działają zespoły folklorystyczne i twórcy ludowi. Odbywają się cykliczne imprezy:
- Miodobranie Kurpiowskie – Myszyniec
- Mazowiecki Plener Rzeźbiarski – Charciabałda
- Ogólnopolskie Dni Kultury Kurpiowskiej – Nowogród
- Na łowy – gmina Czarnia
- Niedziela Palmowa – gmina Łyse
- Kartoflisko – gmina Turośl
- Zorenczynowka – gmina Zbójna
- Kurpiowskie granie – gmina Lelis
- Wesele Kurpiowskie – gmina Kadzidło
- Święto Folkloru Kurpiowskiego – Zawady, gmina Baranowo
- Niedziela Kadzidlańska – gmina Kadzidło
- Śladami Kurpiów – gmina Kadzidło
- Ginące Zawody – gmina Kadzidło
- Święto kukurydzy – Dylewo, gmina Kadzidło
- Dni Kultury Kurpiowskiej (Przyjechał Kurpś do...)

## Kurpie w literaturze i kulturze
W literaturze Kurpie występują m.in. w powieści historycznej Noc saska Władysława Rymkiewicza, gdzie opisano udział Kurpiów w wojnie północnej (1700-1721) oraz Krzyżakach i Potopie Henryka Sienkiewicza. Kurpiowski region widać także w serialu kostiumowym Czarne chmury – Odcinek 5/10 Czarna sakwa (1973).